# عبدالله بن یقطر
عَبدالله بن یَقطَر یا بُقطُر برادر رضاعی حسین بن علی و یکی از فرستادگان او به کوفه بود. عبدالله در قادسیه توسط حصین بن نمیر دستگیر شد. به او گفته شد تا به علی بن ابی‌طالب ناسزا بگوید و او از این کار خودداری نمود و ازاین‌رو از بالای دارالامارهٔ کوفه به پایین پرتاب شد. به گزارش بعضی از مورخان این ماجرا برای قیس بن مسهر روی داده و عبدالله در کربلا کشته شده است.